# البداح الشرقي (أسلم)

تعديل مصدري - تعديل

البداح الشرقي هي إحدى قرى عزلة أسلم اليمن بمديرية أسلم التابعة لمحافظة حجة، بلغ تعداد سكانها 78 نسمة حسب تعداد اليمن لعام 2004.